# Jim Stolze
Pour les articles homonymes, voir Stolze.
Jim Stolze (né à Flardingue en Hollande-Méridionale, le 30 novembre 1973) est un auteur, conférencier et organisateur d’événements néerlandais. 

## Virtual Happiness
En février 2008, il est intervenu lors de la conférence TED en Californie pour parler de son Virtual Happiness Project (Projet Bonheur Virtuel), un courant de la recherche enquêtant sur le lien entre les divers degrés de l’usage d’internet et le bonheur. Plusieurs études ont montré que les individus ayant accès à internet sont significativement plus heureux. Les recherches de Jim Stolze montrent en quoi cela est vrai, et jettent les bases d’une conceptualisation de la relation entre l’usage qui est fait d’internet et le Bonheur. 
Par ailleurs, Stolze a attiré les regards du monde entier pour son expérience lors de laquelle il était resté hors ligne pendant un mois. Il voulait découvrir ce que cela impliquait que de vivre sans internet, et il s’est aperçu du fait que vivre sans internet était une expérience affreuse  mais que la vie sans email était fantastique. À la suite de ce projet, Stolze a rejoint le Lifehackers Movement et écrit un livre sur la gestion du courrier électronique intitulé How to Survive your inbox (Comment survivre à sa messagerie électronique). Stolze est également l’un des blogueurs principaux du blog néerlandais DutchCowboys.

## TEDx
Le 20 novembre 2009, Stolze et son équipe ont mis sur pied le premier TEDx Amsterdam. L’événement a été soutenu par un panel d’intervenants internationaux comprenant le visionnaire de la technologie Kevin Kelly, l’architecte Danois Bjarke Ingels ainsi que l’ancien astronaute Wubbo Ockels. Chacun d’entre eux a donné le discours de sa vie en 18 minutes. TEDx est un programme local, organisé indépendamment et qui a rassemblé nombre de visiteurs pour vivre une expérience de TED. D’autres TEDx ont eu lieu à Paris, Lausanne, San Francisco, Toronto et Barcelone.

## L'infobésité
Lors d’un discours prononcé à l’occasion de la conférence Next à Berlin Jim Stolze a mis en garde contre l’épidémie d’infobésité qui nous guette si nous n’apprenons pas à gérer plus efficacement nos habitudes de consommation d’internet, et en particulier celles de nos enfants.